# Calomyscus grandis
Calomyscus grandis es una especie de roedor de la familia Calomyscidae. Es endémica del Irán, donde puede ser encontrada solamente en los Montes Elburz.